# Silnice II/436
Silnice II/436 je silnice II. třídy, která vede z Kojetína do Doloplaz. Je dlouhá 35,3 km. Prochází dvěma kraji a třemi okresy. Úsek Kojetín - Přerov byl dříve silnicí I/47.

## Vedení silnice

### Olomoucký kraj, okres Přerov
- Kojetín (křiž. II/367, III/36723, III/04718)

### Zlínský kraj, okres Kroměříž
- Chropyně (křiž. II/435, III/4349)
- Kyselovice (křiž. III/43211)

### Olomoucký kraj, okres Přerov
- Vlkoš (křiž. III/4348)
- Věžky (křiž. III/04719)
- Bochoř (křiž. III/0557)
- Přerov (křiž. I/47, I/55, II/434, III/04721, III/01857, peáž s I/55, II/434)
- Čekyně (křiž. 4361)
- Penčice (křiž. III/4364, III/4365, III/4367)

### Olomoucký kraj, okres Olomouc
- Tršice (křiž. III/4368, III/43615, III/43617, III/43619)
- Doloplazy (křiž. II/437, III/43621)